# Вир (округ)
Вир (фр. Vire) — округ (фр. Arrondissement) во Франции, один из округов в регионе Нижняя Нормандия. Департамент округа — Кальвадос. Супрефектура — Вир-Норманди.
Население округа на 2018 год составляло 71 601 человек. Плотность населения составляет 59 чел./км². Площадь округа составляет 1221,60 км².

## Состав
Кантоны округа Вир (c 1 января 2017 г.):
- Вир-Норманди
- Конде-ан-Норманди
- Ле-Мон-д’Оне (частично)

Кантоны округа Вир (c 22 марта 2015 г. по 31 декабря 2016 г.):
- Вир
- Конде-сюр-Нуаро (частично)
- Оне-сюр-Одон (частично)

Кантоны округа Вир (до 22 марта 2015 года):
- Васси
- Вир
- Конде-сюр-Нуаро
- Ле-Бени-Бокаж
- Оне-сюр-Одон
- Сен-Севе-Кальвадос